# Большекабанское сельское поселение
Большекабанское се́льское поселе́ние — муниципальное образование в Лаишевском районе Татарстана Российской Федерации.
Административный центр — село Малые Кабаны.

## История
Образован 1 января 1919 года как Большекабанский сельсовет в составе Столбищенской волости Казанского уезда той же губернии. С 1920 года в Столбищенской волости Арского кантона Татарской АССР. После введения районного деления в республике в составе Казанского (1927–1938), Столбищенского (1938–1959), Лаишевского (1959–1963), Пестречинского (1963–1965) и вновь Лаишевского районов.
В январе 1932 года к Большекабанскому сельсовету был присоединён Малокабанский сельсовет.
Статус и границы сельского поселения установлены Законом Республики Татарстан от 31 января 2005 года № 28-ЗРТ «Об установлении границ территорий и статусе муниципального образования "Лаишевский муниципальный район" и муниципальных образований в его составе».

## Население
| 2010  | 2011  | 2012  | 2013  | 2014  | 2015  | 2016  |
| ----- | ----- | ----- | ----- | ----- | ----- | ----- |
| 1127  | ↗1129 | ↗1172 | ↗1232 | ↗1299 | ↗1403 | ↗1487 |
| 2017  | 2018  |       |       |       |       |       |
| ↗1634 | ↗1765 |       |       |       |       |       |

## Состав сельского поселения
| № | Населённый пункт | Тип населённого пункта       | Население |
| - | ---------------- | ---------------------------- | --------- |
| 1 | Большие Кабаны   | село                         | 543       |
| 2 | Малые Кабаны     | село, административный центр | 456       |

## Транспорт
До обоих сёл из Казани ходит автобус 197.